# Grigorij Prokopjevič Smirnov
Svatý Grigorij Prokopjevič Smirnov (18. listopadu 1891 Vjatská gubernie – 11. ledna 1919 Mokino) byl ruský diákon Ruské pravoslavné církve a mučedník.

## Život
Narodil se 18. listopadu 1891 ve Vjatské gubernii.
Roku 1911 dokončil učiliště při chrámu Kazaňské ikony Matky Boží ve vesnici Staryj Torjal Uržumského ujezdu. Poté pokračoval ve studiu na Mitinské škole Vjatského ujezdu.
Roku 1913 se stal psalomščikem chrámu Kazaňské ikony Matky Boží vesnice Gorochovo Orlovského ujezdu a roku 1916 byl převeden do permské eparchie.
Dne 15. ledna 1917 byl biskupem permským Andronikem (Nikolským) rukopoložen na diákona chrámu svatého Mikuláše vesnice Mokino Ochanského ujezdu.
Dne 11. ledna 1919 obsadili vojáci 29. pěší divize vesnici Mokino. Několik lidí vtrhlo do chrámu, kde se nacházel jerej Pavel Pavlovič Anoškin a diákon Grigorij. Za vlasy je vytáhli ven, ve spodním prádle je začali bít a nutili je bosé ve sněhu procházeli vesnicí. Poté je za vlasy přivázali k ocasům koní a táhli je po silnici. Táhli je na silnici Širokij Log, který se nachází asi 1 km od vesnice Mokino. Vojáci se snažili otci Pavlovi setnout hlavu, ale minuli a rozsekli mu lebku. Poté byli oba muži zastřeleni a probodnuti bajonety. Jejich těla odnesli k řece Berezovka.
Farníci těla pohřbili u chrámu svatého Mikuláše.

## Kanonizace
Dne 20. srpna 2000 ho Ruská pravoslavná církev svatořečila jako mučedníka a byl zařazen mezi Sbor všech novomučedníků a vyznavačů ruských.
Jeho svátek je připomínán 11. ledna (29. prosince – juliánský kalendář).
Dne 29. září 2016 byl hrob s ostatky kněze Pavla a diákona Grigorije otevřen. Obě těla měla na sobě zelená roucha a vykazovala známky násilné smrti. Těla byla odvezena do Permu, kde byla prováděna identifikace. Dne 11. února 2018 byly převezeny a uloženy do chrámu Nanebevstoupení Páně v Permu.